# Reuttschanski
Reuttschanski (russisch Реутчанский) ist eine Siedlung (ländlichen Typs) in der Oblast Kursk in Russland. Sie gehört zum Rajon Medwenka und zur Landgemeinde (selskoje posselenije) Wyschnereuttschanski selsowjet.

## Geographie
Der Ort liegt gut 45 km Luftlinie südwestlich des Oblastverwaltungszentrums Kursk im südwestlichen Teil der Mittelrussischen Platte, 12,5 km südwestlich des Rajonverwaltungszentrums Medwenka sowie 3 km vom Sitz des Dorfsowjet – Werchni Reutez und 52 km von der Grenze zwischen Russland und der Ukraine.

### Klima
Das Klima im Ort ist wie im Rest des Rajons kalt und gemäßigt. Es gibt während des Jahres eine erhebliche Niederschlagsmenge. Dfb lautet die Klassifikation des Klimas nach Köppen und Geiger.

## Bevölkerungsentwicklung
| Jahr | Einwohner |
| ---- | --------- |
| 2002 | 218       |
| 2010 | ▼173      |

Anmerkung: Volkszählungsdaten

## Verkehr
Reuttschanski liegt, 10,5 km von der Fernstraße föderaler Bedeutung M2 „Krim“ (ein Teil der Europastraße E105), 4,5 km von der Straße interkommunaler Bedeutung 38N-185 (M2 „Krim“ – Gachowo), an der Straße 38N-188 (38N-185 – Werchni Reutez – Reuttschanski) und 37 km von der nächsten Ausweich- und Eisenbahnhaltestelle 454 km (Eisenbahnstrecke Lgow-Kijewskij – Kursk) entfernt.
Der Ort liegt 83 km vom internationalen Flughafen von Belgorod entfernt.